# Некросадизм

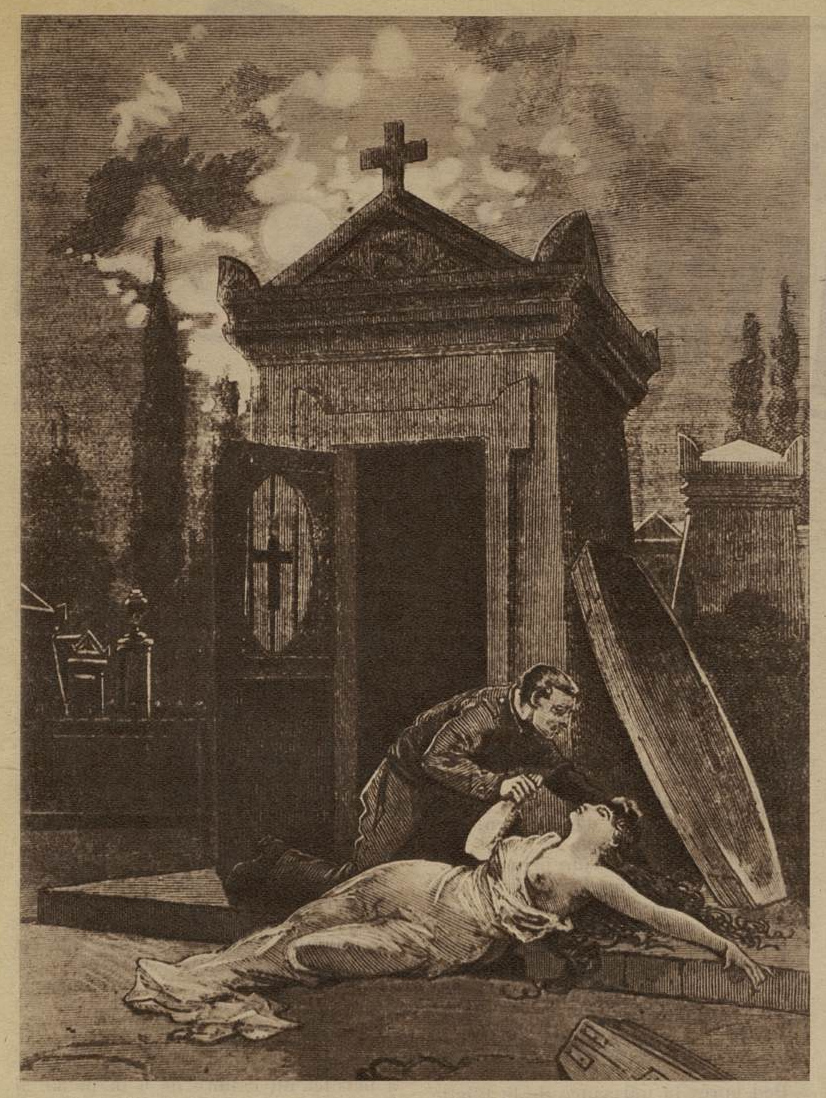
Сержант Бертран

Некросади́зм (от др.-греч. νεκρός «мёртвый» и фр. sadisme, по имени маркиза де Сада), бертрани́зм, или вампири́зм — сексуальная девиация, при которой сексуальное удовлетворение достигается путём осквернения трупа и надругательства над ним (чаще в форме отрезания молочных желёз, вырезания половых органов). В случае фетишизации надгробных сооружений они также могут разрушаться некросадистом. Некросадизм иногда сочетается с предварительным убийством жертвы, либо получение сексуального удовлетворения сопряжено именно с самим процессом убийства.

## Формы
Бертранизм назван по фамилии некросадиста Сержанта Бертрана. Заключается в половом влечении к трупам людей и животных любых полов и в стремлении при этом истязать их, рубить, расчленять. Случай сержанта Бертрана описан Рихардом Крафт-Эбингом в книге «Половая психопатия». Сержант Бертран выкапывал трупы и совершал с ними половой акт, при этом потроша их. Подобные действия он проделывал с человеческими трупами обоих полов. Бертран заявлял, что главным являлась не половая связь с трупом, а именно его расчленение.
«В июле 1848 года он случайно добыл труп 16-летней девушки. Тут впервые его охватило страстное желание совершить совокупление с трупом. „Я покрыл его поцелуями и бешено прижимал его к сердцу. Всё, что можно испытать при сношении с живой женщиной, ничто в сравнении с полученным мною наслаждением. Через ¼ часа после этого я по обыкновению рассёк тело на куски, вынул внутренности, а затем опять закопал труп“.»

## Некросадисты
Согласно психологическому портрету, написанному психиатром А. О. Бухановским, серийный убийца Андрей Чикатило являлся некросадистом.